# 埃爾西諾 (密蘇里州)
埃爾西諾（英語：Ellsinore）是位於美國密蘇里州卡特縣的城市。

## 人口
根據2020年美國人口普查的數據，埃爾西諾的面積為1.31平方千米，皆為陸地。當地共有人口416人，而人口密度為每平方千米318人。